# Zwijgen en trappen
Zwijgen en trappen is het eerste stripverhaal van de Vlaamse stripreeks Jump. De reeks wordt getekend door striptekenaar Charel Cambré. Hij neemt ook de scenario's voor zijn rekening. Het stripalbum verscheen in 2007.

## Verhaal
Wanneer Brains en Steven Stunt een wedstrijd houden, valt de BMX van Brains hard op de grond en is deze kapot. Brains loopt naar zijn vader, die een hamburgertent runt, en vraagt een nieuwe BMX. Deze zegt dat het geld niet op zijn rug groeit maar hij stelt aan Brains voor om een baantje aan te nemen bij zijn hamburgertent. Brains moet verkleed als een hamburger klanten lokken. Hij schaamt zich en is ook zeer kwaad zeker wanneer Lisa en Dweezil, Brains beste vrienden, en Steven Stunt hem komen uitlachen. Steven Stunt informeert Brains naar een BMX-wedstrijd waarvan de eerste prijs een BMX is. Dweezil stelt aan Brains voor om zijn fiets te lenen. Brains doet eerst moeilijk maar uiteindelijk aanvaardt hij toch de 'Chopper' van Dweezil. Dweezil, Lisa en Steven Stunt gaan naar huis en Brains gaat terug aan het werk. Op weg naar huis komt Brains een wielrenner tegen die helemaal blauw is door een drankje. Brains gaat naar de wetenschapper en de wielrenner en vertelt hem de juiste formule van het drankje. De wielrenner druipt af en Brains gaat samen met de wetenschapper, Arie Nesp, naar zijn laboratorium. Brains stelt voor om de formule van het 'superdrankje' te achterhalen. Brains werkt de hele nacht door en 's morgens is de formule klaar. Lisa en Dweezil komen aan in hun clubhuis en ontdekken de formule en de mislukte eerste superdrankje. Lisa ontdekt dat Brains werkt aan een dopingdrankje en dat hij maar de helft heeft meegenomen. Lisa wil de andere helft vernietigen en op dat moment komt professor Arie Nesp aan in het clubhuis en bedreigt Lisa en Dweezil. Hij sluit Lisa en Dweezil op in de koffer van een auto. Nesp verdwijnt naar de BMX-wedstrijd. Als hij vertrokken is komt er een schim tevoorschijn die het flesje doping uit de koelkast haalt. Wanneer Brains een knagend geweten heeft gaat hij zijn formule vernietigen en komt hij erachter dat de andere helft gestolen is samen met het flesje doping. Hij bevrijdt Lisa en Dweezil en ze bedenken samen een plan. Tijdens de BMX-wedstrijd de volgende dag doet Steven Stunt verschillende pogingen om Brains te doen verliezen. Op het einde drinkt Steven Stunt van de doping en wint zo de wedstrijd. Lisa, Dweezil en Brains onthullen na de wedstrijd het geheim van Arie Nesp en van Steven Stunt. Arie Nesp wordt ingerekend door agent John de Wit en Brains is de winnaar van de wedstrijd en de BMX.